# Arpophyllum
Genre
Classification phylogénétique
Arpophyllum est un genre de la famille des Orchidaceae.

## Répartition
Amérique centrale et Amérique du Sud, jusqu'en Colombie.

## Liste partielle d'espèces
- Arpophyllum giganteum
- Arpophyllum spicatum